# Art digital
L'art digital és una pràctica artística basada principalment en la utilització de la tecnologia digital com a part essencial del procés creatiu d'una obra. Des de la dècada de 1970, s'han utilitzat diversos noms per descriure el procés, incloent-hi l'art de l'ordinador i l'art multimèdia. De totes maneres, l'art digital se'l pot situar sota el concepte d'art dels nous mitjans. En un sentit ampli, el terme art digital fa referència a aquell tipus d'art contemporani que utilitza mètodes de mitjans digitals o de producció massiva.
El terme artista digital és utilitzat per descriure els artistes que fan ús de les tecnologies digitals per produir art. Tant artistes digitals com tradicionals utilitzen moltes fonts d'informació i programes electrònics per crear el seu treball.
Les tècniques d'art digital són àmpliament utilitzades pels principals mitjans de comunicació en publicitat i també per cineastes per produir efectes visuals. L'autoedició de llibres ha tingut un gran impacte en el món, encara que aquest cas estigui més relacionat amb el disseny gràfic. Donats els paral·lelismes entre les arts visuals i les musicals, és possible que l'acceptació general del valor de l'art visual digital progressi de la mateixa manera que ho ha fet l'acceptació de la música electrònica en les últimes dècades.

## Definint l'art digital
L'art digital és una forma d'expressió relativament nova i en gestació. La novetat del medi condueix a un transcendentalisme de peces digitals sense una revisió adequada de la seva qualitat, creant un corpus d'obres que probablement no superin la prova de el temps: la novetat del mitjà es converteix en categoria estètica, i els crítics d'art i escriptors de la cultura digital, així com les empreses que publiciten novíssimes tecnologies hi contribueixen.
Sent que l'art digital incorpora la tecnologia informàtica i digital, es dona la temptació de distingir l'art tradicional del digital assenyalant que aquest és tecnològic, i la resta no. La tecnologia consisteix bàsicament en un instrument o procediment que possibilita una creació, i en aquest sentit no hi ha diferència entre un pinzell i una paleta gràfica, però és comú trobar classificacions d'art digital basades en el suport usat: net.art, art en CD-ROM, videoart, instal·lacions interactives i els seus híbrids.
Segons Claudia Giannetti, especialista en art i tecnologia, el terme media art engloba les diferents accepcions (incloent la de art digital), sent una pràctica en el context de la creació artística contemporània que empra les tecnologies electròniques i / o digitals (audiovisuals, computeritzades, telemàtiques).

L'escriptor i docent argentí Diego Levis opina sobre això que:
“les eines per si mateixes no representen un estímul per a la creativitat personal, ja que la capacitat artística depèn de factors més profunds que la simple disposició de mitjans tecnològics”.
Per a en Levis, l'art digital s'insereix en un procés progressiu de desmaterialització de l'obra artística que es retrotrau a la incorporació de la fotografia a l'àmbit de les arts, a finals de segle XIX. La fotografia va separar el moment de la captació o construcció de la imatge del procés de manipulació o transformació dels elements materials de l'obra, procés accentuat posteriorment amb l'aparició de cinema, que incorporava una nova dimensió espaciotemporal intangible, que ja no es troba en el suport material (la pel·lícula impressionada) sinó en el moment de la projecció. La televisió va poder posteriorment prescindir fins i tot d'aquest suport material i el procés va culminar, provisionalment, en les tècniques de simulació i representació digital. No obstant, la creació d'imatges de síntesi segueix el procés creatiu de qualsevol art plàstica, al crear imatges a partir de models que sorgeixen de la imaginació dels seus creadors.
Una imatge digital és el resultat visual d'un procés en el qual la funció de la llum en els suports químics de la fotografia o magnètics del vídeo ha estat substituït pel càlcul matemàtic efectuat per un ordinador. Des de finals de la dècada de 1950 les computadores van poder tractar sons i imatges. Malgrat la seva inicial limitació de capacitat, el potencial de la nova tecnologia va atreure a nombrosos artistes, i actualment els ordinadors són presents en diferents fases del procés de creació i reproducció d'obres en moltes disciplines artístiques.
La primera exposició de gràfics generats per una màquina electrònica va tenir lloc el 1953 al Sanford Museum de Cherokee, Iowa (EEUU). Des d'aquest moment, quan encara l'expressionisme abstracte i l'informalisme eren els corrents estilístiques hegemòniques en el panorama artístic occidental, la realització de gràfics amb l'ajuda de màquines va començar a multiplicar-se fins a arribar a ser vertiginós i aconseguir el seu èxit. Va ser a finals dels seixanta i principis dels setanta, quan aquesta pràctica es va estendre a nombrosos països. La revolució tecnològica de l'últim segle ha propiciat un art digital fet mitjançant la innovació de programes informàtics, i també el sorgiment d'un gran ventall de càmeres digitals.

## Tècniques utilitzades
L'art digital pot ser purament produït per ordinadors (com ara fractals i art algorítmic) o pres d'altres fonts, com ara una fotografia escanejada o una imatge dibuixada amb programari de gràfics vectorials generats per ordinador mitjançant una tauleta de gràfics o ratolí. Encara que tècnicament el terme pot ser aplicat per arts realitzades utilitzant mitjans com un simple escanejat, normalment es reserva per un tipus d'art que utilitza d'una manera gens trivial els processos digitals (com és el cas del programari o software, del microcontrolador o qualsevol altre sistema electrònic capaç d'interpretar o crear un imput o un output).
La informació data digitalitzada, així com arxius d'àudio i video gravats digitalment no es consideren art digital, però poden formar part de l'àmplia família d'art d'informació (information art).

## Mitjans visuals generats amb ordinador
El concepte art digital fa referència a, per una banda, tota aquella informació visual desplegada en un format 2D mitjançant un aparell electrònic visual, i per l'altra, la traducció d'informació matemàtica a informació desplegada amb una organització 3D, visualitzada a través d'una projecció amb perspectiva en un aparell electrònic.
La forma més simple són els gràfics digitals 2D, que serien el reflex de com es dibuixaria mitjançant un llapis i un tros de paper. En aquest cas però, la imatge apareix en la pantalla i l'instrument utilitzat per dibuixar és un tauleta stylus o un ratolí. El que es genera a la pantalla pot aparèixer dibuixat en llapis, bolígraf, o pinzell.
El segon tipus són els gràfics digitals 3D, on la pantalla es converteix en una finestra a un ambient virtual, on s'organitzen els objectes per ser "fotografiats" per l'ordinador.
Normalment els gràfics bidimensionals utilitzen mapa de bits com a principal mètode de representació de la informació, mentre que els gràfics tridimensionals acostumen a ser més freqüentment vectoritzats, cosa que facilita la creació d'instal·lacions de realitat virtual.
Un possible tercer paradigma és el de generar art 2D i 3D completament a través d'execucions algorítmiques codificades amb programes informàtics; aquestes es podrien considerar les formes natives d'art digital. La qual cosa significa que no poden ser produïdes sense un ordinador. L'art fractal, el datamoshing, l'art algorítmic i l'art generatiu a temps real en són bons exemples.

### Fotografia i imatge digital
Des de finals del segle xx, les tecnologies de la imatge han conegut una transformació tan radical com els canvis produïts després dels debats fotogràfics de finals de la dècada de 1920 i principis de la de 1930, o pel pop entre les dècades de 1950 i 1960. Ha passat de ser entesa com un missatge sense codi, una plasmació directa de la realitat, a contemplar-la com alguna cosa travessada per complicats codis de diversos tipus, matisant la seva presumpta referencialitat i revisant les seves possibles aplicacions en l'art. Amb la manipulació digital, sigui d'imatges preses amb un càmera digital o per la digitalització d'imatges o negatius fotogràfics escanejats, s'ajusten les proporcions, es corregeix la perspectiva i es canvia el color, sintetitzant imatges noves. El muntatge, que abans s'evidenciava, es torna ocult, intrínsec a la mateixa imatge.
Les tècniques de l'art digital aplicades en l'edició electrònica han tingut un impacte enorme en el món editorial, tot i estar més relacionades amb el disseny gràfic. És possible que l'acceptació general del valor de l'art digital es desenvolupi de manera molt similar a l'acceptació de la música electrònica produïda des de les últimes tres dècades del segle xx.
Les imatges en l'art digital poden ser generades directament per ordinador (com les imatges d'art fractal i l'art algorítmic) o bé poden ser agafades d'altres fonts, com una fotografia escanejada o una imatge dibuixada amb un software de gràfics vectorials fent ús d'un ratolí o tauleta gràfica. Tot i que tècnicament el terme art digital pot ser aplicat a l'art mitjançant l'ús d'altres mitjans o processos i posteriorment escanejat, sol reservar-se per l'art que no ha estat simplement modificat per un procés de computació (com un programa d'ordinador, microcontrolador o qualsevol sistema electrònic capaç d'interpretar una imatge digitalitzada); les dades de text, les gravacions originals d'àudio i vídeo digitalitzats no solen considerar-se art digital en si mateixos, tot i que poden formar part d'un projecte més gran d'art digital. Es parla de pintura digital quan l'obra es crea imitant les formes, tècniques i estils de la pintura tradicional, però utilitzant el software d'una plataforma informàtica. La imatge obtinguda pot ser vista des de la pantalla de qualsevol ordinador, o bé impresa en diferents suports, com papers o llenços.

### Escultura digital
Fins fa poc l'espai virtual estava separat del real pel monitor d'una computadora. Els escultors digitals utilitzen l'espai virtual com un lloc de creació, utilitzant software de modelat en 3D, expandint les nocions tradicionals de l'escultura i a través dels nous contexts d'exposició i distribució de les obres en línia.
Alguns artistes traslladen les seves obres a l'espai físic mitjançant màquines de prototipat ràpid (PR), control numèric per computadora (CNC en les seves sigles angleses), sistemes de sinterització làser, impressores de tinta que polvoritzen adhesiu i altres habituals en els laboratoris de disseny industrial o enginyeria, una espècie d'impressores en tres dimensions que tradueixen els objectes virtuals que l'escultor digital crea al món físic en diferents materials, com plàstics policarbonats, resines plàstiques i metalls.
Tant els equipaments de prototipat com el software de modelatge i els ordinadors que han patit un procés d'abaratiment; existeixen aplicacions gratuïtes de modelatge, com Wings 3D i el software lliure Blender. Les institucions educatives i els estudiants poden disposar per un baix cost de software de gràfics 3D potents, com Maya i 3D Studio Max. Les màquines d'escultura digital estan cada vegada més presents en empreses de disseny, agències de serveis i estudis d'escultura; màquines de PR s'utilitzen en clíniques dentals per realitzar pròtesis personalitzades i molts despatxos d'arquitectura compten amb instal·lacions pròpies per la projecció de models. També els conservadors d'art utilitzen PR per realitzar facsímils d'escultures.
Cal mencionar que alguns artistes com Joaquin Cervera utilitzen les tecnologies d'escultura digital només per la fabricació de l'obra, creant les maquetes d'aquestes amb mètodes tradicionals, com l'assemblatge o el modelatge manual, que després s'escanegen en tres dimensions, degut a la reducció dels costos que produeixen tals tècniques en estructures de grans dimensions.

## Interactivitat
L'art interactiu és, segons Claudia Gianetti, el corrent de la creació artística contemporània que utilitza en l'obra tecnologies electròniques i/o digitals (audiovisuals, computeritzades, telemàtiques) interactives, és a dir, basades en interfícies tècniques, que permeten establir relacions dislòquies entre el públic i l'obra.
“Algunes tendències artístiques han establert vincles entre obra i espectador de les més diverses maneres, buscant, així, accentuar el caràcter compartit de la creació. L'estructura oberta del sistema interactiu, el dinamisme, la relació espaciotemporal i l'acció constitueixen els focus essencials d'aquests sistemes complexes i pluridimensionals, en els que el públic té un paper fonamental”, segons Gianetti.
Pot distingir-se entre les obres digitals concebudes per ser reproduïdes en suports materials convencionals (impressió en diferents suports, reproducció de volums creats per ordinador) i les que són difoses per mitjans electrònics, entre les quals es poden diferenciar les obres d'estructura tancada i les interactives, que reclamen la participació activa dels espectadors.
L'obra d'art interactiva és una font d'accions potencials, un univers de possibilitats obert a la intervenció de l'observador. De la matèria i la forma de l'obra artística tradicional es passa al projecte i al trajecte que discorren en una estructura espaciotemporal, entroncant en certa manera amb formes de l'art escènic. Aquestes formes d'expressió permeten revelar la relació canviant que establim amb l'espai i el temps. És un concepte d'obra polisèmica que entronca amb el concepte d'obra oberta descrit pel semiòleg italià Umberto Eco, en el qual l'obra d'art es presenta parcialment acabada, i cada individu la completa amb les seves pròpies aportacions. Unes de les primeres manifestacions en aquest sentit van ser els conceptes d'hipertext i hipermèdia.
L'art interactiu va lligat a l'art digital, però no són dependents l'un de l'altre. Hi ha formes d'art interactiu que van des de la dansa interactiva, música, i fins i tot el drama. Les noves tecnologies, principalment sistemes de computació i tecnologia informàtica, han permès una nova classe d'art interactiu. Exemples d'art interactiu són les instal·lacions artístiques, els sistemes de realitat virtual, els sistemes telemàtics, les obres d'intel·ligència artificial o de vida artificial, i l'arquitectura interactiva: un dels avantatges de la interactivitat amb mitjans digitals és que permet una interfície ergològica de comunicació amb l'obra. És possible, per exemple, interactuar amb un vídeo mitjançant el moviment de el cos, captat per sensors i aplicar-lo a una pantalla que es visiona en el temps real.

Per a en Diego Levis, els videojocs són un cas paradigmàtic d'interactivitat informàtica, que en molts casos assoleix alts nivells de creativitat audiovisual emparentats amb formes d'expressió artística formalment acceptades i que 
“Preanuncien la creació d'un nou llenguatge cinètic en què es conjuguen totes les possibilitats expressives que ofereixen les tècniques de representació digital: riquesa visual i sonora, interactivitat, i capacitat narrativa.”